# Koort Withold
Koort Withold (Kort Witholdt) var en målare från Sverige verksam i Nederländerna på 1640-talet.
Det finns få bevarade uppgifter om Withold men man vet att han var elev till Philips Wouwerman i Haarlem 1642. Hans läromästare vände sig till Lukasgillet i Haarlem i februari 1643 där han klagade över Koort Withold från Sverige som varit hans lärling och ingått ett kontrakt på tre månader. Hans klagomål bestod i att Withold lämnat honom efter tre månade och inte betalat avgiften för en andra termin trots att han erhöll undervisning i fem eller sex dagar av den andra terminen för att i stället bli lärling hos Jacob de Weth. Wouwerman yrkade därför att Withold skulle förbjudas att vara verksam i alla nederländska mästares ateljéer inklusive de Weths verkstad. I mars samma år togs ärendet upp till förhandling och Wouwerman inställde sig i egenskap som mästare och Withold såsom lärling. Wouwerman krävde avgiften på 15 floriner för hela andra terminen medan Withold vägrade att betala hela avgiften. Lukasgillet lyckades åstadkomma en förlikning där Withold skulle betala 7½ florin till Wouwerman inom fjorton dagar till gillets ålderman varav 2 stuiver skulle tillfalla gillets vaktmästare för att denne hade kallat Withold. Man förmodar att Withold var Stockholmare av tysk härstamning och möjligen son till en Cort Withold som åren 1618–1622 tillhörde den tyska kolonin i Stockholm och att han var bror till Anna Withold som 1645 gifte sig med Hieronymus Meulche. Av bevarade handlingar vet man att han utförde porträtt men inga kända verk finns bevarade.